# 7,62 × 39 mm M43
Pour les articles homonymes, voir 7,62.

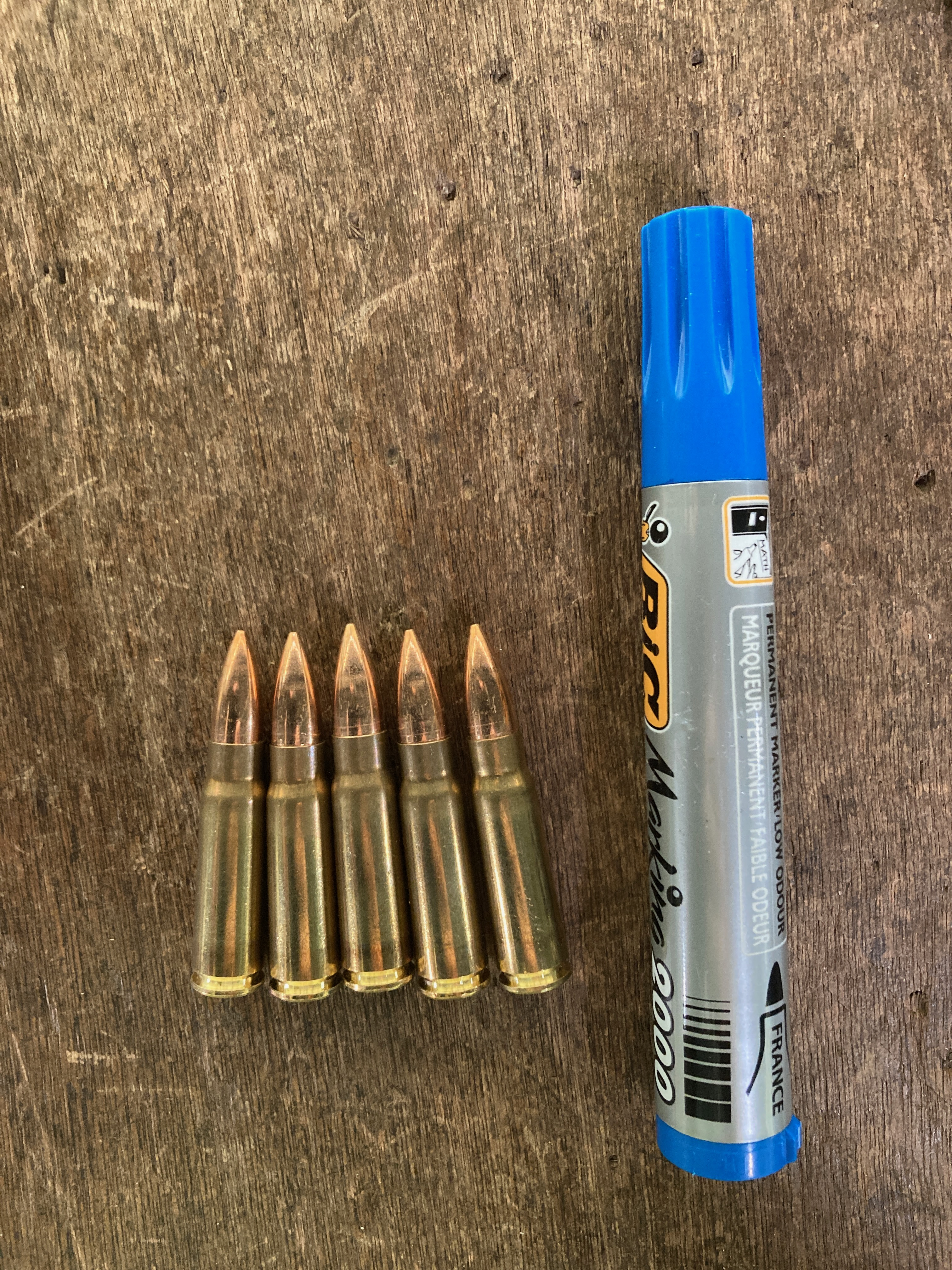
Munitions 7,62 x 39mm M43 contemporaines à balle FMJ.

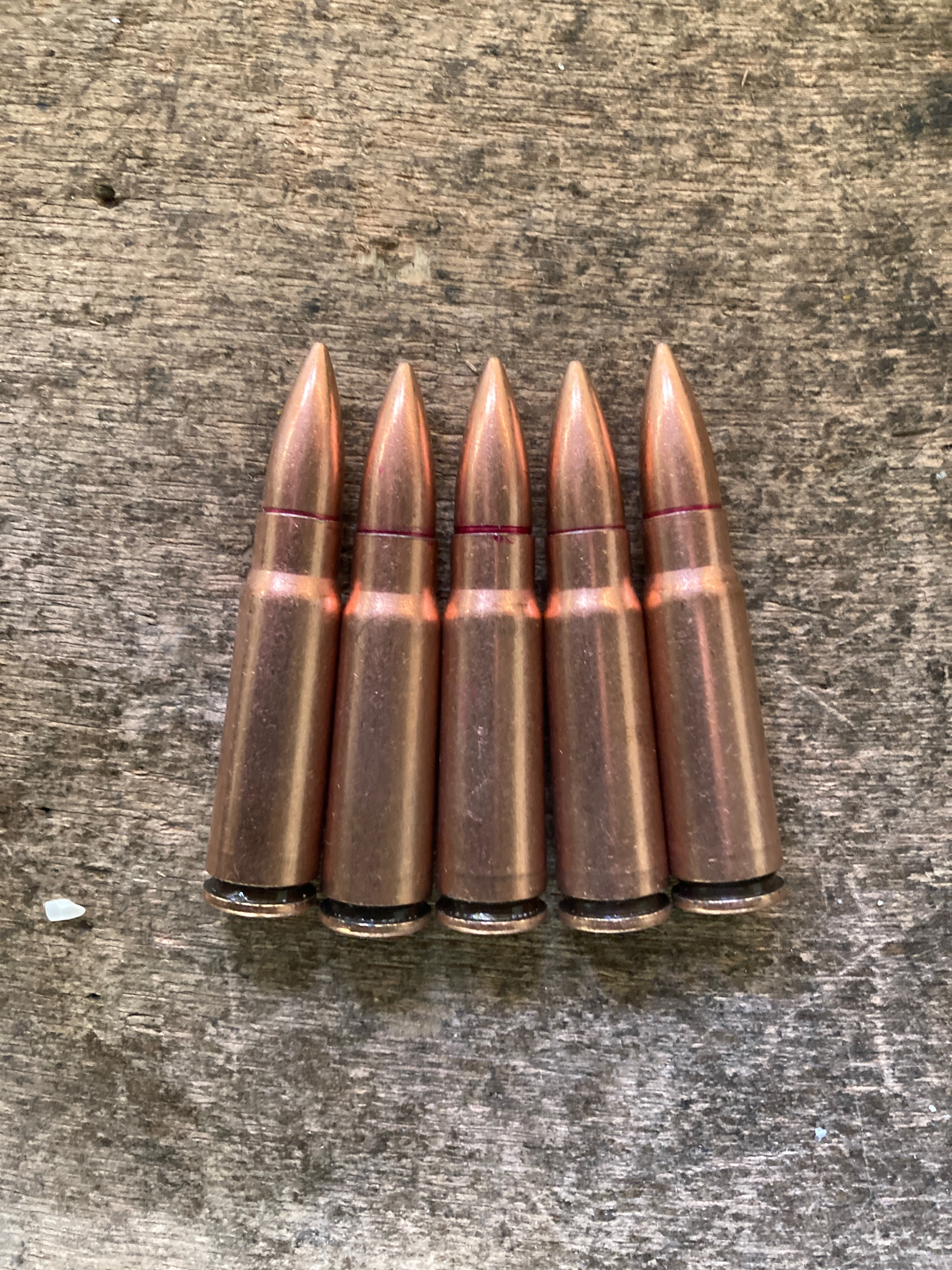
Cartouches 7,62x39mm chinoises à balle FMJ de 123 grains. Il s'agit d'une production militaire à destination de l'armée chinoise. La douille est en acier cuivré, et non pas en laiton (métal plus onéreux).

La munition intermédiaire de 7,62 × 39 mm M43 (pour Modèle 1943) est une munition soviétique composée d'une balle d'un calibre de 7,62 mm, montée sur un étui de 39 mm de longueur d’où la dénomination 7,62 × 39 mm.
Elle connaît depuis les années 1950 une diffusion mondiale car elle est tirée par le commun fusil d'assaut AK-47. Sa grande caractéristique, qui participe à la fiabilité du fusil AK, est son profil conique, qui permet au mécanisme de forcer son entrée dans la chambre.
Elle a une grande capacité de pénétration, qui permet ainsi de passer outre aux soft covers, abris disséminés qu'offre une zone de combat urbaine, telle une tôle en métal, un mur de briques ou une légère épaisseur de béton, chose difficilement faisable avec les autres munitions répandues, comme la 5,56 × 45 mm, munition standard des forces de l'OTAN, ou la 5,45 × 39 mm M74, équivalent soviétique de la munition occidentale.
Les capacités de perforation de la munition 7,62X39 type M43 sont supérieures aux deux munitions de combats d'infanterie de l'OTAN 7,62X51 et 5,56X45 SS109.Cette supériorité est confirmée par la norme de blindage de l'OTAN Stanag 5469, elle même.
En effet d'après la norme OTAN Stanag 4569, les protections et les blindages de niveau 1 suffisent pour arrêter les munitions classiques de l'OTAN 7,62 x 51 et 5,56 x 45 SS109, alors que les protections et les blindages de niveau 2 sont exigés pour stopper les ogives M43 de 7,62X39.
La cartouche de 7,62 x 39 M43 est munie d'une ogive qui comprend une chemise en acier, donc perforante. Le choix de l'acier pour l'ogive M43 était initialement un choix pour des raisons de coût de production[réf. nécessaire].
On trouve aujourd'hui plus facilement des munitions provenant des ex-membres du pacte de Varsovie, les arsenaux russes Izhmash et Toula alimentant essentiellement le marché interne russe.

## Histoire
Développée et introduite pour un usage militaire par l'Union soviétique en 1943, la 7,62 × 39 mm est la cartouche de fusil d'assaut la plus populaire au monde. Initialement chambrée pour la carabine SKS, elle s'est inspirée des calibres intermédiaires développés par les Allemands comme la munition expérimentale d'avant-guerre 7,75 × 39 mm et probablement aussi la 7,92 mm kurz.
La 7,62 mm M43 possède une balle moins lourde et une charge de poudre moins puissante que les munitions de fusils similaires. Cette puissance intermédiaire lui permet d'avoir une meilleure portée qu'une munition d'arme de poing mise en œuvre dans les pistolets mitrailleurs tout en demeurant moins encombrante et développant moins de recul que les munitions de fusil. Dès lors, elle peut être mise en œuvre par des mécanismes de rechargement semi-automatique ou automatique plus légers tout en demeurant contrôlables par le tireur. En contrepartie, la portée est réduite, mais elle permet toutefois de toucher sa cible jusqu'à 300 mètres, une distance au-delà de laquelle les engagements effectivement constatés sur le terrain sont rares.
Toutefois, à une distance de 500 mètres, l'énergie cinétique résiduelle de la munition 7,62X39 mm, M43 est de 500 joules, ce qui correspond à l'énergie cinétique en sortie de canon d'une ogive de 9 mm parabellum, ce qui reste considérable, notamment par le fait que le diamètre de 7,62 mm de l'ogive permet d'optimiser le transfert de l'énergie cinétique par l'effet de choc hydrodynamique. Une munition d'un diamètre plus faible de 5,56 mm, aura un effet de choc hydrodynamique plus faible. Le déplacement des fluides comme le sang, de façon brutale entraînant une déchirure des tissus, voire des os, même s'ils ne sont pas directement en contact avec l'ogive.
Même si l'Union soviétique a suivi l'exemple de l'OTAN en adoptant une cartouche de petit calibre de 5,45 × 39 mm, le 7,62 × 39 mm demeure une munition très répandue. D'abord parce qu'un grand nombre d'armes en circulation fait qu'un laps de temps important va s'écouler avant que l'on ne voie le dernier fusil de guerre de ce calibre, ensuite parce que le faible calibre de la 5,45 × 39 mm en limite le pouvoir vulnérant et fait regretter à certains militaires la traditionnelle cartouche de 7,62 × 39 mm. Le 7,62 × 39 mm est aussi la cartouche parente du .220 Russian, du .22PPC et du 6 mm PPC.
Outre les armes produites par les pays de l'ex-pacte de Varsovie, des armes militaires récentes à destination des troupes d'élite, produites par des pays membres de l'OTAN, chambrent la 7,62 × 39 mm afin de leur permettre de se ravitailler lorsqu'elles opèrent en territoire ennemi.

## Variantes militaires

### La cartouche soviétique «Modèle 1943»
La cartouche à balle ordinaire de guerre monte un projectile blindé de 7,8 g. Il en existe quatre variantes en service et/ou fabriqué en Russie et dans la majorité des anciens pays du bloc de l'Est :
- Balle traçante de 7,8 g, pointe verte, visible jusqu'à 800 mètres
- Balle perforante-incendiaire de 7,5 g, pointe rouge et noire, portée de 300 m
- Balle incendiaire de 6,5 g, pointe rouge
- Balle à blanc, pour l'entraînement et le maintien de l'ordre

### La cartouche yougoslave M67
Dans les années 60, la Yougoslavie a développé une cartouche censée être supérieure à la M43 Russe en matière de vitesse, de précision et de balistique terminale.
Le projectile de la cartouche M67 ne possède pas de noyau en acier mais est uniquement composé de plomb, en conséquence, le projectile est plus court et a la base plate. Le centre de gravité est reculé ce qui permet au projectile d'être déstabilisé plus tôt lors de l'entrée dans le corps humain.

### La cartouche chinoise
La cartouche à balle ordinaire chinoise possède une balle FMJ de 123/124 grains, avec un étui en acier cuivré ou en acier laqué.
Les marquages sur le culot indiquent généralement l'usine de production (chiffres du haut) et l'année de fabrication (chiffres du bas).
La fabrication commença en 1956, année d'adoption du fusil d'assaut Type 56, la copie chinoise de l'AK-47 soviétique.
La Chine produit toujours d'énormes quantités de cartouches 7,62x39mm, à destination de ses forces paramilitaires mais surtout pour ses clients à l'export.

## Variantes civiles
Pour le marché civil, la cartouche à balle FMJ est très similaire aux productions militaires à balle ordinaire. Le poids de la balle FMJ oscille entre 123 et 124 grains. L'étui est souvent en laiton, contrairement aux fabrications militaires avec étui en acier cuivré ou en acier laqué.
L'amorce est généralement de type boxer et non-corrosive.

D'autres munitions sont de type soft point et destinées à la chasse au grand gibier (cervidés, sangliers, antilopes ...). 

## Armes militaires chambrant la 7,62 mm M43

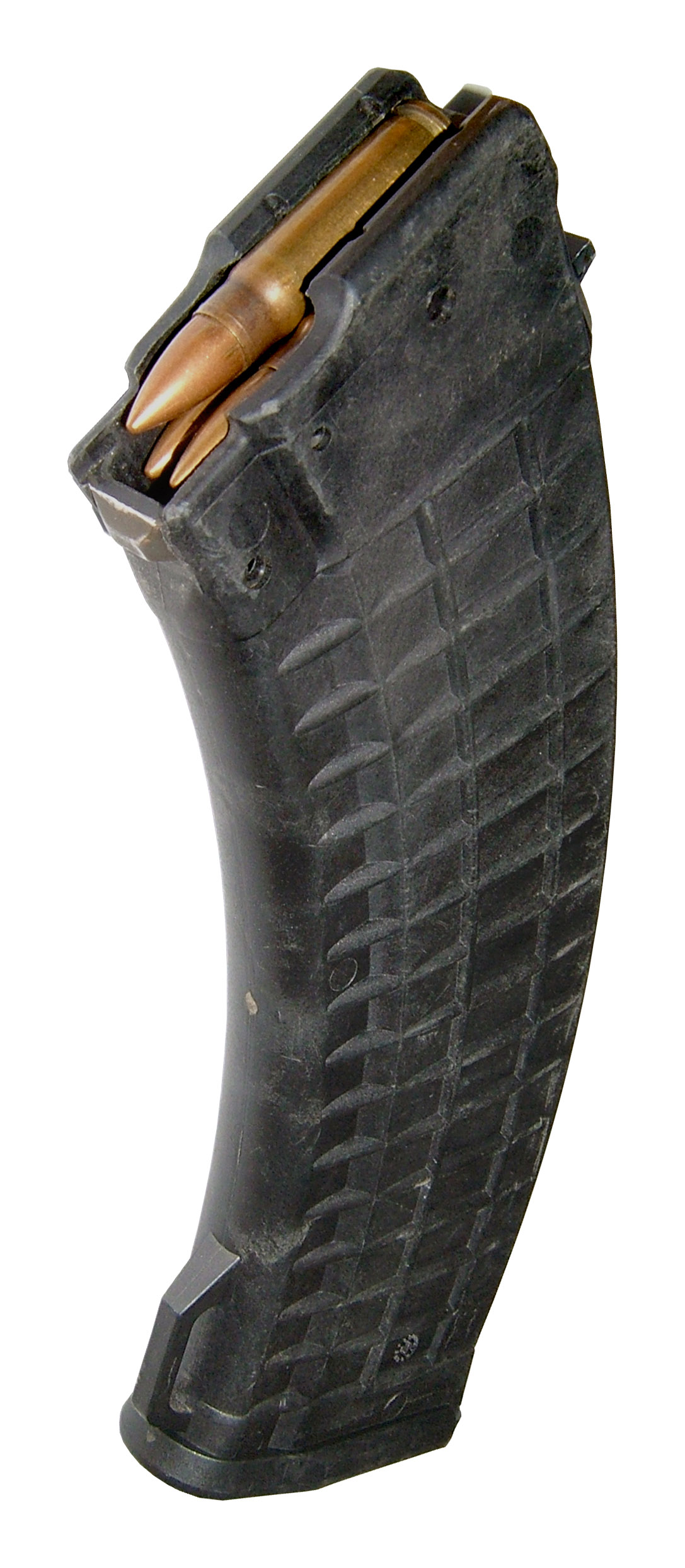
Chargeur pour le fusil d'assaut RK 62 (7,62 mm M43).

- Carabines : SKS, Carabine Vz 52/57, Carabine Rashid, Carabine Type 56, Karabiner S, Carabine Type 63.
- Fusils d'assaut : AK-47/AKM-59 et copies, Sa Vz 58, RK 62, M4-WAC-47, Fusils Type 63/68.
- Fusils mitrailleur/mitrailleuses : Kalachnikov RPK, RPD (et copies).

## Données numériques et balistiques
- Diamètre réel du projectile : 7,92 mm (.311)
- Masse du Projectile : 6,5 à 7,8 g
- Longueur de l'étui : 39 mm
- Longueur totale de la cartouche : 56 mm
- Masse totale de la cartouche : 16,3 g
- Balistique :
  - Vitesse initiale : 720 m/s
  - Énergie initiale : 2 300 - 2 500 J